# Федерико Македа
Федерико Македа (на италиански: Federico Macheda) роден на 22 август 1991 в Рим, Италия е италиански футболист на Астерас Триполис. Преди е играл за Манчестър Юнайтед. Дебютира на 5 април 2009 г.
в мач срещу Астън Вила. Влиза като резерва на мястото на Нани в 61 минута. В 3-минутното продължението вкарва третия и победен гол за Манчестър Юнайтед.
Във втория си мач за Манчестър Юнайтед срещу Съндърланд на 11 април 2009 влиза отново като резерва на мястото на Димитър Бербатов и още в първите секунди на терена вкарва, втория и победен гол за Червените дяволи. Двата гола на 17-годишния италианец се оказват решаващи, Манчестър пак е на първо място. Манчестър печели титлата, но Федерико не получава медал, защото е изиграл едва 4 мача за първия отбор. Също така не е допуснат в клуба където празнува Манчестър Юнайтед, защото е непълнолетен.
През сезон 2009/10 прави своя дебют в Шампионска лига с екипа на Юнайтед срещу ЦСКА Москва като оставя много добри впечатления с две възможности за гол.
През 12 август 2009, той прави своят дебют за юношеския италианския национален отбор (под 21 години) в приятелски мач срещу Русия.

## Личен живот
Рано сутринта на 12 юли 2009 г., къщата му е разбита от крадци, които прибират пари и бижута.